# Port Royal
|  | Aquest article tracta sobre la ciutat de Jamaica. Vegeu-ne altres significats a «Port Royal (desambiguació)». |

Port Royal era una ciutat que va ser la seu del govern britànic a Jamaica i la principal base pesquera i comercial de l'illa durant el segle xvii. En la seva època d'esplendor també va acollir un gran nombre de pirates que atacaven les naus espanyoles i franceses sota l'empara dels britànics.
Va ser destruïda per un gran terratrèmol el 7 de juny de 1692, durant el qual dos terços de la ciutat es van enfonsar en les aigües del Mar Carib. Després d'aquest desastre, l'activitat comercial de l'illa es va traslladar a la ciutat de Kingston, actual capital de Jamaica.

## Fundació
La ciutat va ser fundada pels britànics el 1656, un any després que l'illa fos envaïda sense prèvia declaració de guerra contra Espanya per ordre d'Oliver Cromwell. El lloc escollit va ser un revolt ben defensat per una gran barrera de sorra, situat a la Badia de Kingston. La ciutat va créixer ràpidament i cap a 1659 ja constava d'un fort i 200 edificis limítrofs entre habitatges, botigues i magatzems.

## Pirateria
La base es va convertir aviat en un niu de pirates, ja que constituïa un lloc perfectament situat entre les línies marítimes que unien Espanya amb Panamà. A més, la badia tenia les dimensions idònies per protegir un gran nombre de vaixells i al mateix temps permetre'ls realitzar el carenat i altres tasques de manteniment. Des de Port Royal, Henry Morgan va atacar Panamà, Portobelo i Maracaibo. També es van instal·lar a la ciutat durant algun temps pirates famosos com Bartholomew Roberts, Roche Brasiliano, John Davis i Edward Mansvelt. En lloc d'evitar aquestes "visites", els britànics van estimular l'afluència de pirates i corsaris a l'illa, ja que llavors no podien desplegar suficients tropes a Jamaica com per resistir una eventual invasió espanyola o francesa. Els bandits del mar es van convertir així en els principals habitants, defensors i governadors de fet de la colònia.
A la dècada de 1660 la ciutat ja era coneguda com la “Sodoma del Nou Món”. La gran majoria dels homes que l'habitaven es dedicaven a la pirateria i les dones a la prostitució. L'escriptor Charles Leslie, a la seva Història de Jamaica, descrivia els pirates de la següent manera:
“El vi i les dones minvaven la seva riquesa fins al punt ... que alguns d'ells arribaven a ser reduïts a la mendicitat. Se sap que han arribat a gastar fins a 2 o 3.000 peces de a vuit en una nit, i un va donar-ne 500 a una prostituta [només] per veure-la nua. Acostumaven a comprar una bóta de vi, posar-lo en un carrer, i després obligar a tot aquell qui passés a beure’n.”
Port Royal va créixer fins a convertir-se en la segona ciutat més gran i el port amb més trànsit de les colònies britàniques. En la seva època d'esplendor comptava amb una taverna per cada deu residents; només el juliol de 1661 es van concedir 40 llicències per obrir una taverna a la ciutat (a les quals probablement calgui sumar-ne unes quantes més d'il·legals). Cap a les darreries del segle xvii, la població havia arribat als 6.500 habitants, entre els quals, a més dels habituals bucaners i prostitutes, s'hi incloïen quatre joiers, 44 taverners i un nombre indeterminat d'artesans i comerciants, distribuïts en 200 edificis que ocupaven 206 km². 230 vaixells van visitar el port el 1688. Tal era la riquesa que es trobava a la ciutat que totes les transaccions es feien amb moneda, en lloc d'utilitzar la més simple i estesa barata.
Després del nomenament de Henry Morgan com a governador, la vida a Port Royal va experimentar alguns canvis. Els pirates ja no van ser necessaris per defensar la ciutat i el tràfic d'esclaus va prendre major importància. Els ciutadans de les classes altes van començar a avorrir la reputació que havia adquirit la ciutat, encara que fos en gran part per les accions que precisament els havien convertit a ells en membres de l'alta societat. El 1687 Jamaica va començar a adoptar mesures contra la pirateria, tornant el que fins llavors havia estat un paradís per als corsaris en un lloc comú per a la seva execució. El 1722, van arribar a penjar 41 pirates en menys d'un mes. Charles Vane i Jack el Calicó havien trobat el seu final en aquest mateix lloc dos anys abans.

## El terratrèmol de 1692 i les seves conseqüències
El 7 de juny de 1692, la ciutat va ser copejada per un gran terratrèmol que va enfonsar la gran barrera de sorra sobre la qual se sustentava en les aigües de la Badia de Kingston. Els tsunamis subsegüents van erosionar encara més el terreny, submergint per sempre la major part de la ciutat, encara que sense destruir-la realment. Gràcies a això, els arqueòlegs submarins han pogut trobar i investigar edificis pràcticament intactes, tal com es trobaven en el moment de la catàstrofe. Entre 1.000 i 3.000 persones (gairebé la meitat de la població total) van morir a conseqüència del terratrèmol i l'impacte de les onades gegants que el va seguir. Alguns dels observadors contemporanis no van dubtar a qualificar tal destrucció com un "acte de Déu", destinat a castigar una població plena de pecadors.
El terç de la ciutat supervivent va ser objecte de reconstrucció en els anys següents, encara que no sense problemes. El 1704 el que quedava de la ciutat va ser destruït en un gran incendi, i en les dècades següents els intents de reconstrucció es van veure dificultats per l'impacte de nombrosos huracans. La seu del governador es va traslladar a Spanish Town, i el port de Kingston va acollir llavors el volum de trànsit marítim que fins llavors passava per Port Royal.

## Història recent
Un altre terratrèmol similar al de 1692 va copejar la ciutat reconstruïda (a penes una ombra de la seva predecessora) el 14 de gener de 1907, enderrocant encara més la barrera de sorra i submergint noves porcions de la ciutat. En l'actualitat, Port Royal és una petita localitat amb menys de 2.200 habitants, sense rellevància comercial o política. No obstant això, la fama de l'antiga ciutat atreu cada any a més visitants, cosa que ha portat el Govern de Jamaica a plantejar-se el desenvolupament de la zona per convertir-se en un nou centre turístic.

## Miscel·lània
- Existeix una popular varietat de tabac denominada Port Royal en memòria d'aquesta ciutat.
- Port Royal apareix amb freqüència en pel·lícules sobre pirates, des de la clàssica El capità Blood d'Errol Flynn (1935) a la moderna trilogia Pirates del Carib. La principal d'elles, City Benneath the Sea té com a protagonistes Anthony Quinn i Robert Ryan, que van a la recerca d'una càrrega preciosa que es troba a l'interior d'un vaixell que s'ha enfonsat just on es troba submergida la ciutat.
- Port Royal també es recrea en videojocs com ara Kingdom Hearts II i Port Royale.
- La banda de heavy metal Running Wild té un àlbum dedicat a la ciutat, anomenat Port Royal.
- És la ciutat de residència d'Elizabeth Swann i Will Turner a Pirates del Carib.